# Xavi Moro
Xavier Moro León (París, Francia, 22 de mayo de 1975), conocido como Xavi Moro, es un exfutbolista y entrenador español. Jugó como pivote defensivo. 

## Trayectoria

### Como jugador
Nacido en París, Francia, el 22 de mayo de 1975, sus padres habían emigrado desde España pocos años antes. Mide 1,76 m y pesa 72 kg. Es el típico mediocentro fabricado con el molde que pretendía Johan Cruyff en la cantera del Barcelona que ocupaban esta demarcación.
Se formó en las categorías inferiores del FC Barcelona. Debutó en Segunda División A con el Barcelona B el 18 de junio de 1995 en el estadio José Rico Pérez de Alicante frente al Hércules (2-0), partido correspondiente a la última jornada de la temporada 94-95. Después pasó por el Córdoba, Sabadell, CD Castellón, Club Deportivo Badajoz, Hércules y el año 2004 fichó por el Lorca Deportiva. En su primer año consiguió el ascenso a Segunda División. En enero de 2008 el entrenador del Lorca Deportiva, Miguel Álvarez, le comunica que no cuenta con él porque busca un pivote defensivo de otras características, rescinde su contrato con el Lorca. Se marcha al Iraklis FC griego. 
En la temporada 2008-2009 ficha por el Mérida UD.
En la temporada 2009-10, regresa a Cataluña para jugar en la UE Sant Andreu durante dos temporadas.
En verano de 2011, firma por la UE Cornellà en el que jugaría durante una temporada.
En la temporada 2012-13, llega a la UD Vista Alegre Barcelona de las categorías territoriales de Cataluña, donde ejercería durante dos temporadas de jugador y de entrenador, hasta poner fin a tu etapa de jugador en 2014.

### Como entrenador
Comienza en el mundo de los banquillos en 2012 entrenando a la UD Vista Alegre al que logra ascender al grupo II de la Primera Catalana. 
En enero de 2014 tras la derrota sufrida en Balaguer, que deja al equipo en la penúltima posición del Grupo 2 de Primera División Catalana, y deja de ser entrenador de la UD Vista Alegre Barcelona.
El 4 de octubre de 2017, firma como entrenador del Club de Futbol Mollet Unió Esportiva de la Primera Catalana.
En noviembre de 2017, se marcha a Tailandia para ser segundo entrenador de "Coco", en el que trabaja hasta marzo de 2018.
En la temporada 2021-22, se convierte en segundo entrenador del CF Badalona de la Segunda División RFEF.
El 4 de julio de 2022, firma como entrenador del Ratchaburi Mitr Phol Football Club de la Liga de Tailandia. El 16 de mayo de 2023, finalizó su contrato con el conjunto tailandés.

## Clubes

### Como jugador
| Club                      | País   | Temporada |
| ------------------------- | ------ | --------- |
| FC Barcelona B            | España | 1995–1996 |
| Córdoba CF                | España | 1996–1998 |
| CE Sabadell               | España | 1998–1999 |
| CD Castellón              | España | 1999–2000 |
| Club Deportivo Badajoz    | España | 2000–2004 |
| Hércules CF (cedido)      | España | 2003      |
| Lorca Deportiva CF        | España | 2004–2008 |
| Iraklis FC                | Grecia | 2008      |
| Mérida UD                 | España | 2008–2009 |
| UE Sant Andreu            | España | 2009–2011 |
| UE Cornellà               | España | 2011–2012 |
| UD Vista Alegre Barcelona | España | 2012–2014 |

### Como entrenador
| Club                                 | País      | Temporada |
| ------------------------------------ | --------- | --------- |
| UD Vista Alegre Barcelona            | España    | 2012–2014 |
| Club de Futbol Mollet Unió Esportiva | España    | 2017      |
| Bangkok Glass (Asistente)            | Tailandia | 2017–2018 |
| CF Badalona (Asistente)              | España    | 2021–2022 |
| Ratchaburi Mitr Phol Football Club   | Tailandia | 2022–2023 |
| Chiangrai United Football Club       | Tailandia | 2024–     |